# トリプルタップ (映画)
『トリプルタップ』（原題: 槍王之王、英題: Triple Tap）は、2010年の香港映画である。2000年に公開された映画『ダブルタップ』の正式な続編。

## ストーリー
香港警察内で一番のピストル射撃の腕を持つ警部のチョンは射撃競技大会で持ち前の腕を生かし、2発の弾を同じ位置に命中させるダブルタップなどを用いて高得点を取るも、1位の座をクワンという男に奪われる。株のブローカーを本職とするクワンはダブルタップのさらに上を行く3発の弾を同じ位置に命中させるトリプルタップという高等テクニックを使うことができ、警官などに射撃を指導することもある優秀な射撃競技者であった。大会終了直後、高速道路上で輸送車の襲撃事件が起き、その場に居合わせたクワンは自前の銃で犯人たちと銃撃戦を展開。護送車の警備員ら4名と犯人の3人が死に、その場にかけつけていた白バイ警官が重傷を負い、犯人の1人は逃走、4億ドルの価値を持つ債券が奪われてしまうという結果になる。クワンは銃の不法使用と殺人という容疑で起訴されるが事件の状況から裁判で無罪となり、凶悪な強盗犯を打倒した英雄として称賛されるが、事件の捜査を担当するチョンは事件の裏にクワンを関わっていると疑い始める。

## キャスト
- ケン・クワン - ルイス・クー
- ジェリー・チョン - ダニエル・ウー
- ティン - シャーリーン・チョイ
- アンナ・ショウ - リー・ビンビン
- パン・タオ - チャップマン・トウ
- ジム・ミウ - アレックス・フォン
- フォン - ラム・シュー
- コン - マイケル・ウォン

## スタッフ
- 監督 - イー・トンシン
- 音楽 - ピーター・カム
- 脚本 - イー・トンシン